# 臺南市各級學校列表

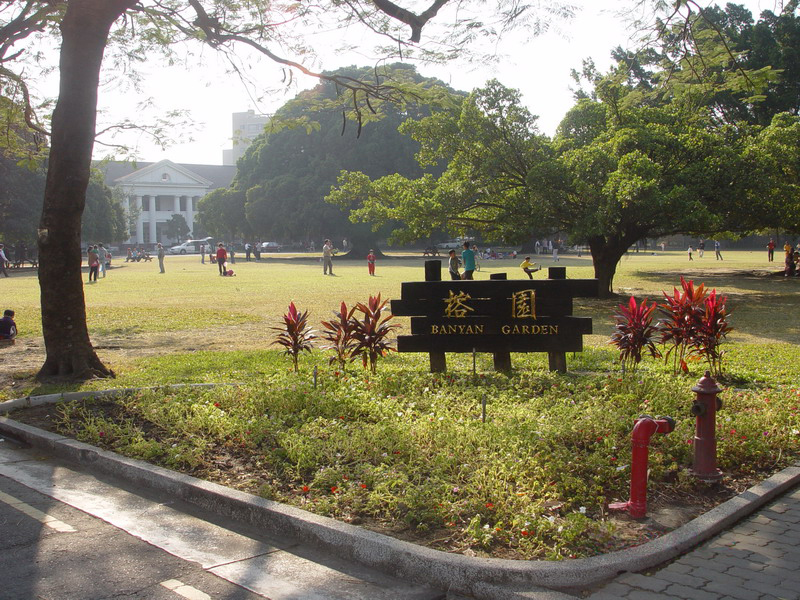
位於國立成功大學光復校區的榕園

臺南市為臺灣南部教育之中心，目前擁有大專院校十餘所。其中座落市中心的國立成功大學為臺灣頂尖大學之一，另外有國立臺南大學、國立臺南藝術大學等三所國立大學，而國立陽明交通大學亦有臺南校區（歸仁區)。其他公立教育機構計有國民小學209所，中學58所，高級中學及職業學校52所。
臺南市亦為臺灣教育的發源地。荷治時期1636年起，傳教士即建立學校、教導原住民教讀與寫新港語，後期亦引入荷語教育。臺灣首座孔廟、首所中學及首座幼稚園皆設於臺南市。前者為陳永華於1665年（明鄭時期）興建，有全臺首學之譽。後者為設於1885年（清領時期）的長榮中學及1897年（日治時期）關帝廟幼稚園。
近代教育始於日治時期，日本政府為推行殖民地政策，故初等教育及實業教育最為發達，另有數所高中、臺灣總督府臺南高等工業學校（即後來之成功大學）、臺灣總督府臺灣總督府臺南師範學校（即後來之國立臺南大學）等知名學府。戰後國民政府廢除差別待遇的殖民教育，根據三民主義教育政策及學制，調整各級學校迄今。

## 大專院校

### 高等教育
| 學校名稱                     | 學校地址                             | 網址                                                                                         |
| 國立成功大學                 | [701]臺南市東區大學路1號             | http://www.nkcu.edu.tw/ （页面存档备份，存于）                                               |
| 國立臺南大學                 | [700]臺南市中西區樹林街二段33號      | http://www.nutn.edu.tw/ （页面存档备份，存于）                                               |
| 國立臺南藝術大學             | [720]臺南市官田區大崎里66號          | http://www.tnnua.edu.tw/ （页面存档备份，存于）                                              |
| 國立陽明交通大學（臺南校區） | [711]臺南市歸仁區高發三路301號       | http://www.cop.nctu.edu.tw/ （页面存档备份，存于）                                           |
| 長榮大學                     | [711]臺南市歸仁區長大路1號           | http://www.cjcu.edu.tw/ （页面存档备份，存于）                                               |
| 台灣首府大學                 | [721]臺南市麻豆區南勢里168號         | http://www.tsu.edu.tw/ （页面存档备份，存于）                                                |
| 真理大學（麻豆校區）         | [721]臺南市麻豆區北勢里北勢寮70-11號 | https://web.archive.org/web/20080317054549/http://mt.mtwww.mt.au.edu.tw/front/bin/home.phtml |
| 康寧大學(台南校區)           | [709]臺南市安南區安中路五段188號     | http://www.ukn.edu.tw/ （页面存档备份，存于）                                                |
| 中信金融管理學院             | [709]臺南市安南區台江大道三段600號   | http://www.ctbc.edu.tw/ （页面存档备份，存于）                                               |

### 技職教育
| 學校名稱             | 學校地址                            | 網址                                             |
| 南臺科技大學         | [710]臺南市永康區南台街1號          | http://www.stust.edu.tw/ （页面存档备份，存于）  |
| 崑山科技大學         | [710]臺南市永康區崑大路195號        | http://www.ksu.edu.tw/ （页面存档备份，存于）    |
| 嘉南藥理大學         | [717]臺南市仁德區二仁路一段60號     | http://www.cnu.edu.tw/ （页面存档备份，存于）    |
| 台南應用科技大學     | [710]臺南市永康區中正路529號        | http://www.tut.edu.tw/ （页面存档备份，存于）    |
| 遠東科技大學         | [744]臺南市新市區中華路49號         | http://www.feu.edu.tw/ （页面存档备份，存于）    |
| 中華醫事科技大學     | [717]臺南市仁德區文華一街89號       | http://www.hwai.edu.tw/ （页面存档备份，存于）   |
| 國立臺南護理專科學校 | [700]臺南市中西區民族路二段78號     | http://www.ntin.edu.tw/ （页面存档备份，存于）   |
| 敏惠醫護管理專科學校 | [736]臺南市柳營區中山東路二段1116號 | http://www.mhchcm.edu.tw/ （页面存档备份，存于） |

## 高級中學

### 普通型
| #  | 學校名稱                                       | 學校地址                               | 網址                                                    |
| 1  | 國立臺南第一高級中學                           | [701]臺南市東區民族路1段1號            | http://www.tnfsh.tn.edu.tw/ （页面存档备份，存于）      |
| 2  | 國立臺南第二高級中學                           | [704]臺南市北區北門路2段125號          | http://www.tnssh.tn.edu.tw （页面存档备份，存于）       |
| 3  | 國立臺南女子高級中學                           | [700]臺南市中西區大埔街97號            | http://www.tngs.tn.edu.tw/ （页面存档备份，存于）       |
| 4  | 國立臺南家齊高級中等學校                       | [700]臺南市中西區健康路1段342號        | http://www.ccsh.tn.edu.tw/ （页面存档备份，存于）       |
| 5  | 國立臺南大學附屬高級中學                       | [710]臺南市永康區中山南路948號         | http://www.tntcsh.tn.edu.tw/ （页面存档备份，存于）     |
| 6  | 國立後壁高級中學                               | [731]臺南市後壁區嘉苳里132號           | http://www.hpsh.tn.edu.tw/ （页面存档备份，存于）       |
| 7  | 國立善化高級中學                               | [741]臺南市善化區大成路195號           | http://www.shsh.tn.edu.tw/ （页面存档备份，存于）       |
| 8  | 國立新化高級中學                               | [712]臺南市新化區忠孝路2號             | http://www.hhsh.tn.edu.tw/ （页面存档备份，存于）       |
| 9  | 國立南科國際實驗高級中學                       | [741]臺南市新市區三舍里大順六路12巷6號 | http://www.nnkieh.tn.edu.tw/ （页面存档备份，存于）     |
| 10 | 國立新豐高級中學                               | [711]臺南市歸仁區中正北路一段148號     | http://www.sfsh.tn.edu.tw/ （页面存档备份，存于）       |
| 11 | 國立新營高級中學                               | [730]臺南市新營區民權路101號           | https://www.hysh.tn.edu.tw/ （页面存档备份，存于）      |
| 12 | 國立北門高級中學                               | [722]臺南市佳里區六安里269號           | https://www.bmsh.tn.edu.tw/ （页面存档备份，存于）      |
| 13 | 臺南市立大灣高級中學                           | [710]臺南市永康區文賢街68巷1號         | http://www.dwhs.tn.edu.tw （页面存档备份，存于）        |
| 14 | 臺南市立南寧高級中學                           | [702]臺南市南區明興路925巷167號        | http://www.nnjh.tn.edu.tw/ （页面存档备份，存于）       |
| 15 | 臺南市立土城高級中學                           | [709]臺南市安南區安中路5段265號        | http://www.tcjh.tn.edu.tw/ （页面存档备份，存于）       |
| 16 | 臺南市立永仁高級中學                           | [710]臺南市永康區忠孝路74號            | http://www.yrhs.tn.edu.tw/ （页面存档备份，存于）       |
| 17 | 臺南市私立長榮高級中學                         | [701]臺南市東區林森路2段79號           | http://www.cjshs.tn.edu.tw/ （页面存档备份，存于）      |
| 18 | 臺南市私立長榮女子高級中學                     | [701]臺南市東區勝利路52巷26號          | http://www.ckgsh.tn.edu.tw/ （页面存档备份，存于）      |
| 19 | 臺南市私立德光高級中學                         | [701]臺南市東區德光街106號             | http://www.tkgsh.tn.edu.tw/ （页面存档备份，存于）      |
| 20 | 臺南市私立光華高級中學                         | [701]臺南市東區勝利路41號              | http://www.khgs.tn.edu.tw/ （页面存档备份，存于）       |
| 21 | 臺南市私立六信高級中學                         | [702]臺南市南區新都路20號              | http://www.lhvs.tn.edu.tw/ （页面存档备份，存于）       |
| 22 | 臺南市私立崑山高級中學                         | [704]臺南市北區開元路444號             | http://www.kssh.tn.edu.tw/ （页面存档备份，存于）       |
| 23 | 臺南市私立聖功女子高級中學                     | [704]臺南市北區北園街87巷64號          | http://www.skgsh.tn.edu.tw/ （页面存档备份，存于）      |
| 24 | 臺南市私立瀛海高級中學                         | [709]臺南市安南區長溪路1段76號         | http://www.yhsh.tn.edu.tw/ （页面存档备份，存于）       |
| 25 | 臺南市私立慈濟高級中學                         | [708]臺南市安平區建平五街111號         | http://www.tcsh.tn.edu.tw/ （页面存档备份，存于）       |
| 26 | 臺南市私立港明高級中學                         | [723]臺南市西港區慶安路229號           | http://www.kmsh.tn.edu.tw/km100/ （页面存档备份，存于） |
| 27 | 臺南市私立新榮高級中學                         | [736]臺南市柳營區光福里柳營132之12號   | http://www.srsh.tn.edu.tw/ （页面存档备份，存于）       |
| 28 | 臺南市私立黎明高級中學                         | [721]臺南市麻豆區磚井里141號           | https://www.lmsh.tn.edu.tw/ （页面存档备份，存于）      |
| 29 | 臺南市私立明達高級中學                         | [737]臺南市鹽水區忠孝路73號            | http://www.mdsh.tn.edu.tw/home/ （页面存档备份，存于）  |
| 30 | 臺南市私立興國高級中學                         | [730]臺南市新營區大同路86號            | http://www.hkhs.tn.edu.tw/ （页面存档备份，存于）       |
| 31 | 臺南市私立南光高級中學                         | [730]臺南市新營區中興路62號            | https://www.nkhs.tn.edu.tw/ （页面存档备份，存于）      |
| 32 | 台南市立沙崙國際高級中等學校（預計2025年改制） | [711]台南市歸仁區歸仁六路2號           | http://www.sljh.tn.edu.tw/ （页面存档备份，存于）       |

### 技術型
| #  | 學校名稱                             | 學校地址                         | 網址                                                 |
| 1  | 國立成功大學附屬臺南工業高級中等學校 | [710]臺南市永康區中山南路 193 號 | https://www.ptivs.tn.edu.tw/ （页面存档备份，存于）  |
| 2  | 國立臺南高級商業職業學校             | [702]臺南市南區健康路1段328號    | http://www.tncvs.tn.edu.tw/ （页面存档备份，存于）   |
| 3  | 國立成功大學附設高級工業職業進修學校 | [701]臺南市東區大學路1號         | https://www.ives.ncku.edu.tw/ （页面存档备份，存于） |
| 4  | 國立臺南高級海事水產職業學校         | [708]臺南市安平區世平路1號       | https://www.tnvs.tn.edu.tw/ （页面存档备份，存于）   |
| 5  | 國立新化高級工業職業學校             | [712]臺南市新化區信義路54號      | https://www.hhvs.tn.edu.tw/ （页面存档备份，存于）   |
| 6  | 國立北門高級農工職業學校             | [722]臺南市佳里區六安里117號     | https://www.pmai.tn.edu.tw/ （页面存档备份，存于）   |
| 7  | 國立白河高級商工職業學校             | [732]臺南市白河區新興路528號     | https://www.phvs.tn.edu.tw/ （页面存档备份，存于）   |
| 8  | 國立曾文高級家事商業職業學校         | [721]臺南市麻豆區和平路9號       | https://www.twvs.tn.edu.tw/ （页面存档备份，存于）   |
| 9  | 國立新營高級工業職業學校             | [730]臺南市新營區中正路68號      | https://www.hyivs.tn.edu.tw/ （页面存档备份，存于）  |
| 10 | 國立玉井高級工商職業學校             | [714]臺南市玉井區中正路18號      | https://www.ycvs.tn.edu.tw/ （页面存档备份，存于）   |
| 11 | 國立曾文高級農工職業學校             | [721]臺南市麻豆區南勢里1號       | https://www.twivs.tn.edu.tw/ （页面存档备份，存于）  |
| 12 | 臺南市私立南英高級商工職業學校       | [700]臺南市中西區永福路1段149號  | http://www.nyvs.tn.edu.tw/ （页面存档备份，存于）    |
| 13 | 臺南市私立慈幼高級工商職業學校       | [701]臺南市東區裕農路801號       | http://www.ssvs.tn.edu.tw/ （页面存档备份，存于）    |
| 14 | 臺南市私立亞洲高級餐旅職業學校       | [702]臺南市南區大成路1段5號      | http://www.asvs.tn.edu.tw/ （页面存档备份，存于）    |
| 16 | 臺南市私立陽明高級工商職業學校       | [720]臺南市官田區官田423號       | http://www.ymvs.tnc.edu.tw/ （页面存档备份，存于）   |
| 17 | 臺南市私立育德工業家事職業學校       | [730]臺南市新營區健康路211號     | http://www.ytvs.tn.edu.tw/（页面存档备份，存于）     |

### 已停招
| # | 學校名稱                       | 解散年 | 屬性       | 學校地址                            | 網址                                                                             |
| 1 | 臺南市私立建國高級工商職業學校 | 1979年 | 私立技術型 | [710]台南縣永康鄉建國村700號        | [ 5 ]                                                                            |
| 2 | 臺南市私立建業高級中學         | 2002年 | 私立普通型 | [702]臺南市南區大成路一段26號       | [ 6 ]                                                                            |
| 3 | 臺南市私立天仁高級工商職業學校 | 2015年 | 私立技術型 | [726]臺南市學甲區天水路30號         | https://web.archive.org/web/20140822105037/http://www.tjvs.tnc.edu.tw/index1.php |
| 4 | 臺南市私立鳳和高級中學         | 2021年 | 私立普通型 | [736]臺南市柳營區中山東路二段1330號 | https://web.archive.org/web/20160315112224/http://www.fhsh.tnc.edu.tw/index.php  |
| 5 | 臺南市私立華濟永安高級中學     | 2022年 | 私立普通型 | [733]臺南市東山區聖賢里頂窩65號     | [ 7 ]                                                                            |

## 國民中學
| #  | 學校名稱                         | 屬性 | 學校地址                             | 網址                                                                   |
| 1  | 南科實中國中部                   | 國立 | [741]臺南市新市區大順六路12巷6號     | https://hs.nnkieh.tn.edu.tw/ （页面存档备份，存于）                    |
| 2  | 中山國中                         | 市立 | [700]臺南市中西區南寧街45號          | http://www.csjhs.tn.edu.tw/ （页面存档备份，存于）                     |
| 3  | 建興國中                         | 市立 | [700]臺南市中西區府前路一段239號     | http://www.csjh.tn.edu.tw/ （页面存档备份，存于）                      |
| 4  | 金城國中                         | 市立 | [708]臺南市安平區怡平路8號           | http://www.jcjh.tn.edu.tw/ （页面存档备份，存于）                      |
| 5  | 後甲國中                         | 市立 | [701]臺南市東區東平路260號           | http://www.hcjh.tn.edu.tw/ （页面存档备份，存于）                      |
| 6  | 忠孝國中                         | 市立 | [701]臺南市東區崇善路151號           | http://www.chjh.tn.edu.tw/ （页面存档备份，存于）                      |
| 7  | 復興國中                         | 市立 | [701]臺南市東區裕文路62號            | http://www.fhjh.tn.edu.tw/ （页面存档备份，存于）                      |
| 8  | 崇明國中                         | 市立 | [701]臺南市東區崇明路700號           | http://www.cmjh.tn.edu.tw/ （页面存档备份，存于）                      |
| 9  | 大成國中                         | 市立 | [702]臺南市南區西門路一段306號       | http://www.tcjhs.tn.edu.tw/ （页面存档备份，存于）                     |
| 10 | 新興國中                         | 市立 | [702]臺南市南區新孝路87號            | http://www.hhjh.tn.edu.tw/ （页面存档备份，存于）                      |
| 11 | 南寧高中國中部                   | 市立 | [702]臺南市南區萬年路167號           | http://www.nnjh.tn.edu.tw/ （页面存档备份，存于）                      |
| 12 | 民德國中                         | 市立 | [704]臺南市北區西門路三段223號       | http://www.mtjh.tn.edu.tw/ （页面存档备份，存于）                      |
| 13 | 成功國中                         | 市立 | [704]臺南市北區和緯路一段2號         | http://www.ckjh.tn.edu.tw/ （页面存档备份，存于）                      |
| 14 | 延平國中                         | 市立 | [704]臺南市北區公園路750號           | http://www.ypjh.tn.edu.tw/ （页面存档备份，存于）                      |
| 15 | 文賢國中                         | 市立 | [704]臺南市北區文賢一路2號           | http://www.whjh.tn.edu.tw/ （页面存档备份，存于）                      |
| 16 | 安平國中                         | 市立 | [708]臺南市安平區慶平路687號         | http://www.apjh.tn.edu.tw/ （页面存档备份，存于）                      |
| 17 | 安南國中                         | 市立 | [709]臺南市安南區安中路三段252號     | http://www.anjh.tn.edu.tw/ （页面存档备份，存于）                      |
| 18 | 安順國中                         | 市立 | [709]臺南市安南區安和路三段227號     | http://www.asjh.tn.edu.tw/ （页面存档备份，存于）                      |
| 19 | 和順國中                         | 市立 | [709]臺南市安南區安和路五段84巷66號  | http://www.hsjh.tn.edu.tw/ （页面存档备份，存于）                      |
| 20 | 海佃國中                         | 市立 | [709]臺南市安南區郡安路五段58號      | http://www.hdjh.tn.edu.tw/ （页面存档备份，存于）                      |
| 21 | 土城高中國中部                   | 市立 | [709]臺南市安南區安中路五段265號     | http://www.tcjh.tn.edu.tw/ （页面存档备份，存于）                      |
| 22 | 永康國中                         | 市立 | [710]臺南市永康區中山路43號          | https://www.ykjh.tn.edu.tw/（页面存档备份，存于）                      |
| 23 | 大橋國中                         | 市立 | [710]臺南市永康區東橋十街1號         | http://www.dcjh.tn.edu.tw/ （页面存档备份，存于）                      |
| 24 | 永仁高中國中部                   | 市立 | [710]臺南市永康區忠孝路74號          | http://www.yrhs.tn.edu.tw/ （页面存档备份，存于）                      |
| 25 | 大灣高中國中部                   | 市立 | [710]臺南市永康區文賢街68巷1號       | http://www.dwhs.tn.edu.tw/ （页面存档备份，存于）                      |
| 26 | 歸仁國中                         | 市立 | [711]臺南市歸仁區文化街二段2號       | https://www.grjh.tn.edu.tw/ （页面存档备份，存于）                     |
| 27 | 沙崙國中                         | 市立 | [711]臺南市歸仁區歸仁六路2號         | https://www.sljh.tn.edu.tw/ （页面存档备份，存于）                     |
| 28 | 新化國中                         | 市立 | [712]臺南市新化區中興路722號         | https://www.shjhs.tn.edu.tw/ （页面存档备份，存于）                    |
| 29 | 左鎮國中                         | 市立 | [713]臺南市左鎮區中正里170號         | http://www.tjjh.tn.edu.tw/ （页面存档备份，存于）                      |
| 30 | 玉井國中                         | 市立 | [714]臺南市玉井區大成路152號         | http://yjjh.tn.edu.tw/ （页面存档备份，存于）                          |
| 31 | 楠西國中                         | 市立 | [715]臺南市楠西區中興路107號         | https://www.nsjhs.tn.edu.tw/ （页面存档备份，存于）                    |
| 32 | 南化國中                         | 市立 | [716]臺南市南化區南化里227號         | https://www.nhjh.tn.edu.tw/ （页面存档备份，存于）                     |
| 33 | 仁德國中                         | 市立 | [717]臺南市仁德區民安路一段363號     | https://www.rdjh.tn.edu.tw/ （页面存档备份，存于）                     |
| 34 | 仁德文賢國中                     | 市立 | [717]臺南市仁德區中正路一段185號     | https://www.wsjh.tn.edu.tw/ （页面存档备份，存于）                     |
| 35 | 關廟國中                         | 市立 | [718]臺南市關廟區中山路二段172號     | https://www.gmjh.tn.edu.tw/ （页面存档备份，存于）                     |
| 36 | 龍崎國中                         | 市立 | [719]臺南市龍崎區崎頂里258號         | https://www.lcjh.tn.edu.tw/ （页面存档备份，存于）                     |
| 37 | 官田國中                         | 市立 | [720]臺南市官田區三民路29號          | https://www.gtjh.tn.edu.tw/ （页面存档备份，存于）                     |
| 38 | 麻豆國中                         | 市立 | [721]臺南市麻豆區南勢里36號          | https://www.mdjh.tn.edu.tw/ （页面存档备份，存于）                     |
| 39 | 佳里國中                         | 市立 | [722]臺南市佳里區安南路523號         | https://www.jljh.tn.edu.tw/ （页面存档备份，存于）                     |
| 40 | 佳興國中                         | 市立 | [722]臺南市佳里區民安里新宅34之1號   | https://www.jsjh.tn.edu.tw/ （页面存档备份，存于）                     |
| 41 | 西港國中                         | 市立 | [723]臺南市西港區文化路41號          | https://www.sgjh.tn.edu.tw/ （页面存档备份，存于）                     |
| 42 | 後港國中（已停辦並併入佳里國中） | 市立 | [724]臺南市七股區大潭里頂潭93號      | https://www.hgjh.tn.edu.tw/ （页面存档备份，存于）                     |
| 43 | 竹橋國中                         | 市立 | [724]臺南市七股區義合里74之2號       | https://www.jcjhs.tn.edu.tw/ （页面存档备份，存于）                    |
| 44 | 將軍國中                         | 市立 | [725]臺南市將軍區嘉昌里昌平1之1號    | https://www.jjjh.tn.edu.tw/ （页面存档备份，存于）                     |
| 45 | 學甲國中                         | 市立 | [726]臺南市學甲區華宗路540號         | https://www.sjjh.tn.edu.tw/ （页面存档备份，存于）                     |
| 46 | 北門國中                         | 市立 | [727]臺南市北門區永華里1之1號        | https://www.bmjh.tn.edu.tw/ （页面存档备份，存于）                     |
| 47 | 南新國中                         | 市立 | [730]臺南市新營區民治路65號          | https://www.nsjh.tn.edu.tw/ （页面存档备份，存于）                     |
| 48 | 新東國中                         | 市立 | [730]臺南市新營區民治東路30號        | https://www.sdjh.tn.edu.tw/ （页面存档备份，存于）                     |
| 49 | 太子國中                         | 市立 | [730]臺南市新營區太北里140之21號     | https://www.ttjh.tn.edu.tw/ （页面存档备份，存于）                     |
| 50 | 後壁國中                         | 市立 | [731]臺南市後壁區嘉苳里124之20號     | http://www.hbjh.tn.edu.tw/ （页面存档备份，存于）                      |
| 51 | 菁寮國中                         | 市立 | [731]臺南市後壁區頂長里8-3號         | https://www.jljhs.tn.edu.tw/ （页面存档备份，存于）                    |
| 52 | 白河國中                         | 市立 | [732]臺南市白河區昇安里三間厝200號   | https://www.bhjh.tn.edu.tw/ （页面存档备份，存于）                     |
| 53 | 東山國中                         | 市立 | [733]臺南市東山區青葉路一段132號     | http://www.dsjh.tn.edu.tw/ （页面存档备份，存于）                      |
| 54 | 東原國中                         | 市立 | [733]臺南市東山區東原里瓦厝70號      | http://www.dyjh.tn.edu.tw/ （页面存档备份，存于）                      |
| 55 | 六甲國中                         | 市立 | [734]臺南市六甲區民權街43號          | https://www.ljjh.tn.edu.tw/ （页面存档备份，存于）                     |
| 56 | 下營國中                         | 市立 | [735]臺南市下營區中山路一段412號     | https://www.syjh.tn.edu.tw/ （页面存档备份，存于）                     |
| 57 | 柳營國中                         | 市立 | [736]臺南市柳營區中山東路二段956號   | https://www.lyjh.tn.edu.tw/ （页面存档备份，存于）                     |
| 58 | 鹽水國中                         | 市立 | [737]臺南市鹽水區三福路63號          | https://www.ysjh.tn.edu.tw/ （页面存档备份，存于）                     |
| 59 | 善化國中                         | 市立 | [741]臺南市善化區溪美里656號         | http://www.shjh.tn.edu.tw/ （页面存档备份，存于）                      |
| 60 | 大內國中                         | 市立 | [742]臺南市大內區內江里319之1號      | https://www.dnjh.tn.edu.tw/ （页面存档备份，存于）                     |
| 61 | 山上國中                         | 市立 | [743]臺南市山上區山上里130號         | https://web.archive.org/web/20130808174106/http://ssjh.tn.edu.tw/      |
| 62 | 新市國中                         | 市立 | [744]臺南市新市區民族路76號          | http://www.ssjhs.tn.edu.tw/ （页面存档备份，存于）                     |
| 63 | 安定國中                         | 市立 | [745]臺南市安定區安加里262之1號      | https://www.adjh.tn.edu.tw/ （页面存档备份，存于）                     |
| 64 | 長榮高中國中部                   | 私立 | [701]臺南市東區林森路二段79號        | https://www.cjshs.tn.edu.tw/ （页面存档备份，存于）                    |
| 65 | 德光中學國中部                   | 私立 | [701]臺南市東區德光街106號           | https://www.tkgsh.tn.edu.tw/ （页面存档备份，存于）                    |
| 66 | 光華女中國中部                   | 私立 | [701]臺南市東區勝利路41號            | https://www.khgs.tn.edu.tw/ （页面存档备份，存于）                     |
| 67 | 崑山高中國中部                   | 私立 | [704]臺南市北區開元路444號           | https://www.kssh.tn.edu.tw/ （页面存档备份，存于）                     |
| 68 | 聖功女中國中部                   | 私立 | [704]臺南市北區北園街87巷64號        | https://www.skgsh.tn.edu.tw/ （页面存档备份，存于）                    |
| 69 | 慈濟高中國中部                   | 私立 | [708]臺南市安平區建平五街111號       | https://www.tcsh.tn.edu.tw/ （页面存档备份，存于）                     |
| 70 | 瀛海高中國中部                   | 私立 | [709]臺南市安南區長溪路一段76號      | http://www.yhsh.tn.edu.tw/ （页面存档备份，存于）                      |
| 71 | 城光國中 (已停辦)                | 私立 | [717]臺南市仁德區文華路三段593號     | https://web.archive.org/web/20160430122756/http://www.cgjh.tn.edu.tw/  |
| 72 | 黎明高中國中部                   | 私立 | [721]臺南市麻豆區磚井里141號         | https://web.archive.org/web/20080121220440/http://www.lmsh.tnc.edu.tw/ |
| 73 | 港明高中國中部                   | 私立 | [723]臺南市西港區慶安路229號         | https://web.archive.org/web/20080129165537/http://www.kmsh.tnc.edu.tw/ |
| 74 | 昭明國中                         | 私立 | [724]臺南市七股區大埕里315號         | http://www.jmjh.tn.edu.tw/ （页面存档备份，存于）                      |
| 75 | 南光高中國中部                   | 私立 | [730]臺南市新營區中興路62號          | https://web.archive.org/web/20120901171912/http://www.nkhs.tnc.edu.tw/ |
| 76 | 興國高中國中部                   | 私立 | [730]臺南市新營區大同路86號          | https://web.archive.org/web/20080202033928/http://www.hkhs.tnc.edu.tw/ |
| 77 | 鳳和高中國中部                   | 私立 | [736]臺南市柳營區中山東路二段1330號  | https://web.archive.org/web/20071112011124/http://www.fhsh.tnc.edu.tw/ |
| 78 | 新榮高中國中部                   | 私立 | [736]臺南市柳營區光福里柳營132之12號 | https://web.archive.org/web/20080201061803/http://www.srsh.tnc.edu.tw/ |
| 79 | 明達高中國中部                   | 私立 | [737]臺南市鹽水區忠孝路73號          | https://web.archive.org/web/20080118233115/http://www.mdsh.tnc.edu.tw/ |

## 國民小學

### 府城地區
| #  | 學校名稱       | 屬性 | 學校地址                                            | 網址                                                                          |
| 1  | 南大附小       | 國立 | 臺南市中西區樹林街二段31號                          | https://web.archive.org/web/20090705033009/http://www.tntcps.tn.edu.tw/       |
| 2  | 永福國小       | 市立 | 臺南市中西區永福路二段86號                          | http://www.yfes.tn.edu.tw （页面存档备份，存于）                              |
| 3  | 進學國小       | 市立 | 臺南市中西區南寧街47號                              | http://www.chps.tn.edu.tw/ （页面存档备份，存于）                             |
| 4  | 忠義國小       | 市立 | 臺南市中西區忠義路二段2號                           | http://www.cies.tn.edu.tw/ （页面存档备份，存于）                             |
| 5  | 協進國小       | 市立 | 臺南市中西區金華路四段17號                          | http://www.sjps.tn.edu.tw/ （页面存档备份，存于）                             |
| 6  | 成功國小       | 市立 | 臺南市中西區成功路235號 臺南市北區文賢一路2號（暫） | http://www.ckes.tn.edu.tw/ （页面存档备份，存于）                             |
| 7  | 博愛國小       | 市立 | 臺南市東區前鋒路100號                               | http://www.paes.tn.edu.tw/ （页面存档备份，存于）                             |
| 8  | 東光國小       | 市立 | 臺南市東區東光路一段39號                            | http://www.tkes.tn.edu.tw/ （页面存档备份，存于）                             |
| 9  | 勝利國小       | 市立 | 臺南市東區勝利路10號                                | http://www.slps.tn.edu.tw/ （页面存档备份，存于）                             |
| 10 | 崇學國小       | 市立 | 臺南市東區崇學路98號                                | http://www.ches.tn.edu.tw/ （页面存档备份，存于）                             |
| 11 | 大同國小       | 市立 | 臺南市東區榮譽街30號                                | http://www.ttes.tn.edu.tw/ （页面存档备份，存于）                             |
| 12 | 復興國小       | 市立 | 臺南市東區裕文路60號                                | http://www.fhes.tn.edu.tw/ （页面存档备份，存于）                             |
| 13 | 德高國小       | 市立 | 臺南市東區崇善路1155號                              | http://www.tkps.tn.edu.tw/ （页面存档备份，存于）                             |
| 14 | 崇明國小       | 市立 | 臺南市東區崇明路698號                               | http://www.cmes.tn.edu.tw/ （页面存档备份，存于）                             |
| 15 | 裕文國小       | 市立 | 臺南市東區裕文路301號                               | http://www.ywes.tn.edu.tw/ （页面存档备份，存于）                             |
| 16 | 志開實小       | 市立 | 臺南市南區南門路232號                               | https://web.archive.org/web/20170916033525/http://www.zkes.tn.edu.tw/         |
| 17 | 龍崗國小       | 市立 | 臺南市南區鯤鯓里鯤鯓路147號                         | http://www.lgps.tn.edu.tw/ （页面存档备份，存于）                             |
| 18 | 喜樹國小       | 市立 | 臺南市南區喜樹路133號                               | http://www.ssps.tn.edu.tw/ （页面存档备份，存于）                             |
| 19 | 省躬國小       | 市立 | 臺南市南區灣裡路70號                                | http://www.sges.tn.edu.tw/ （页面存档备份，存于）                             |
| 20 | 新興國小       | 市立 | 臺南市南區新興路22號                                | http://www.sses.tn.edu.tw/ （页面存档备份，存于）                             |
| 21 | 日新國小       | 市立 | 臺南市南區金華路一段473號                           | http://www.zhes.tn.edu.tw/ （页面存档备份，存于）                             |
| 22 | 永華國小       | 市立 | 臺南市南區中華西路一段2巷17號                       | https://web.archive.org/web/20190719154223/http://www.yhps.tn.edu.tw/         |
| 23 | 公園國小       | 市立 | 臺南市北區公園路180號                               | http://www.gyes.tn.edu.tw/ （页面存档备份，存于）                             |
| 24 | 立人國小       | 市立 | 臺南市北區西門路三段41號                            | http://www.lines.tn.edu.tw （页面存档备份，存于）                             |
| 25 | 開元國小       | 市立 | 臺南市北區開元路71巷32號                            | http://www.kyes.tn.edu.tw/ （页面存档备份，存于）                             |
| 26 | 大光國小       | 市立 | 臺南市北區長榮路五段277號                           | http://www.tykes.tn.edu.tw/ （页面存档备份，存于）                            |
| 27 | 文元國小       | 市立 | 臺南市北區海安路三段815號                           | http://www.wyes.tn.edu.tw/ （页面存档备份，存于）                             |
| 28 | 大港國小       | 市立 | 臺南市北區大港街146號                               | http://www.takes.tn.edu.tw/ （页面存档备份，存于）                            |
| 29 | 賢北國小       | 市立 | 臺南市北區大興街599號                               | http://www.sbes.tn.edu.tw/ （页面存档备份，存于）                             |
| 30 | 億載國小       | 市立 | 臺南市安平區郡平路310號                             | http://www.yzes.tn.edu.tw/ （页面存档备份，存于）                             |
| 31 | 安平國小       | 市立 | 臺南市安平區怡平路392號                             | http://www.apps.tn.edu.tw/ （页面存档备份，存于）                             |
| 32 | 西門實小       | 市立 | 臺南市安平區古堡街87號                              | http://www.hmps.tn.edu.tw/ （页面存档备份，存于）                             |
| 33 | 石門國小       | 市立 | 臺南市安平區安平路700號                             | http://www.smes.tn.edu.tw/ （页面存档备份，存于）                             |
| 34 | 新南國小       | 市立 | 臺南市安平區怡平路6號                               | http://www.hnps.tn.edu.tw （页面存档备份，存于）                              |
| 35 | 和順國小       | 市立 | 臺南市安南區安和路五段178巷5號                      | http://www.hses.tn.edu.tw/ （页面存档备份，存于）                             |
| 36 | 安順國小       | 市立 | 臺南市安南區安和路三段193號                         | http://www.asps.tn.edu.tw/ （页面存档备份，存于）                             |
| 37 | 安佃國小       | 市立 | 臺南市安南區海佃路四段493號                         | http://www.ades.tn.edu.tw/ （页面存档备份，存于）                             |
| 38 | 鎮海國小       | 市立 | 臺南市安南區顯草街一段381號                         | http://www.jhps.tn.edu.tw/ （页面存档备份，存于）                             |
| 39 | 海佃國小       | 市立 | 臺南市安南區郡安路五段56號                          | http://www.hdes.tn.edu.tw/ （页面存档备份，存于）                             |
| 40 | 安慶國小       | 市立 | 臺南市安南區安中路一段703巷80號                     | http://www.aces.tn.edu.tw/ （页面存档备份，存于）                             |
| 41 | 顯宮國小       | 市立 | 臺南市安南區顯草街二段775巷7號                      | http://www.skes.tn.edu.tw/ （页面存档备份，存于）                             |
| 42 | 海東國小       | 市立 | 臺南市安南區安中路三段381號                         | http://www.htps.tn.edu.tw/ （页面存档备份，存于）                             |
| 43 | 長安國小       | 市立 | 臺南市安南區長溪路三段249號                         | http://www.caps.tn.edu.tw （页面存档备份，存于）                              |
| 44 | 南興國小       | 市立 | 臺南市安南區公學路五段627號                         | http://www.nses.tn.edu.tw （页面存档备份，存于）                              |
| 45 | 學東國小       | 市立 | 臺南市安南區公學路六段589號                         | http://www.htes.tn.edu.tw/ （页面存档备份，存于）                             |
| 46 | 土城國小       | 市立 | 臺南市安南區城北路195號                             | http://www.tcps.tn.edu.tw/ （页面存档备份，存于）                             |
| 47 | 青草國小       | 市立 | 臺南市安南區青砂街二段105巷32號                     | http://www.ctes.tn.edu.tw/ （页面存档备份，存于）                             |
| 48 | 寶仁國小       | 私立 | 臺南市北區開南街211巷6號                            | http://www.pjps.tn.edu.tw/ （页面存档备份，存于）                             |
| 49 | 慈濟高中小學部 | 私立 | 臺南市安平區文平路95號                              | https://web.archive.org/web/20150725232308/http://www2.tcsh.tn.edu.tw/drupal/ |

### 溪北地區
| #   | 學校名稱   | 屬性 | 學校地址                                | 網址                                                                                  |
| 1   | 官田國小   | 市立 | [720]臺南市官田區官田11號               | https://web.archive.org/web/20110829063921/http://www.gtes.tnc.edu.tw/                |
| 2   | 隆田國小   | 市立 | [720]臺南市官田區隆田里中山路一段127號    | https://web.archive.org/web/20110830141556/http://www.lt1es.tnc.edu.tw/               |
| 3   | 嘉南國小   | 市立 | [734]臺南市六甲區龍湖珊瑚路301號        | https://web.archive.org/web/20110830172440/http://www.snes.tnc.edu.tw/                |
| 4   | 渡拔國小   | 市立 | [720]臺南市官田區拔林里77之1號          | https://web.archive.org/web/20100513031232/http://www.dbes.tnc.edu.tw/                |
| 5   | 麻豆國小   | 市立 | [721]臺南市麻豆區文昌路18號             | https://web.archive.org/web/20111001203904/http://www.mdes.tnc.edu.tw/                |
| 6   | 培文國小   | 市立 | [721]臺南市麻豆區興農里和平路11號       | https://web.archive.org/web/20110829073919/http://www.pwes.tnc.edu.tw/                |
| 7   | 大山國小   | 市立 | [721]臺南市麻豆區大山大山腳1號          | https://web.archive.org/web/20110830161347/http://www.ds1es.tnc.edu.tw/               |
| 8   | 文正國小   | 市立 | [721]臺南市麻豆區南勢里86號             | https://web.archive.org/web/20101204064624/http://wj2es.tnc.edu.tw/                   |
| 9   | 安業國小   | 市立 | [721]台南市麻豆區安東里8鄰113號         | https://web.archive.org/web/20100121030149/http://www.ayes.tnc.edu.tw/                |
| 10  | 紀安國小   | 市立 | [721]臺南市麻豆區謝安里231號            | http://www.jaes.tn.edu.tw/ （页面存档备份，存于）                                     |
| 11  | 北勢國小   | 市立 | [721]臺南市麻豆區北勢里15號             | https://web.archive.org/web/20110830154805/http://www.bses.tnc.edu.tw/                |
| 12  | 港尾國小   | 市立 | [721]臺南市麻豆區港尾里9號              | https://web.archive.org/web/20110830143318/http://www.gwes.tnc.edu.tw/                |
| 13  | 佳里國小   | 市立 | [722]臺南市佳里區安西里公園路445號      | https://web.archive.org/web/20110830171141/http://www.jl1es.tnc.edu.tw/               |
| 14  | 仁愛國小   | 市立 | [722]臺南市佳里區仁愛路307號            | http://163.26.185.1/ （页面存档备份，存于）                                           |
| 15  | 佳興國小   | 市立 | [722]臺南市佳里區佳化里214號            | https://web.archive.org/web/20131002004629/http://www.js2es.tnc.edu.tw/               |
| 16  | 延平國小   | 市立 | [722]臺南市佳里區頂廍里136號            | http://www.ypes.tn.edu.tw/ （页面存档备份，存于）                                     |
| 17  | 塭內國小   | 市立 | [722]臺南市佳里區龍安里40號             | https://web.archive.org/web/20131208183922/http://wnes.tnc.edu.tw/                    |
| 18  | 子龍國小   | 市立 | [722]臺南市佳里區三協里潭墘5號          | https://web.archive.org/web/20100407094849/http://163.26.120.139/school/web/index.php |
| 19  | 通興國小   | 市立 | [722]臺南市佳里區通興里埔頂5之1號       | https://web.archive.org/web/20110829052252/http://www.ts2es.tnc.edu.tw/               |
| 20  | 信義國小   | 市立 | [722]臺南市佳里區忠仁里信義一街336號    | http://www.syies.tn.edu.tw/ （页面存档备份，存于）                                    |
| 21  | 西港國小   | 市立 | [723]臺南市西港區進學街60號             | https://web.archive.org/web/20130107014724/http://www.sg2es.tnc.edu.tw/               |
| 22  | 成功國小   | 市立 | [723]臺南市西港區竹林里11號             | https://web.archive.org/web/20050210094415/http://163.26.157.129/                     |
| 23  | 松林國小   | 市立 | [723]臺南市西港區檨林里39之1號          | http://www.soles.tn.edu.tw/ （页面存档备份，存于）                                    |
| 24  | 後營國小   | 市立 | [723]臺南市西港區營西里3號              | http://www.hyes.tn.edu.tw/ （页面存档备份，存于）                                     |
| 25  | 港東國小   | 市立 | [723]臺南市西港區港東里雙張廓1之1號     | http://www.gdes.tn.edu.tw/ （页面存档备份，存于）                                     |
| 26  | 七股國小   | 市立 | [724]臺南市七股區大埕里395號            | http://www.cgps.tn.edu.tw/ （页面存档备份，存于）                                     |
| 27  | 後港國小   | 市立 | [724]臺南市七股區大潭台潭1號            | https://web.archive.org/web/20130326234429/http://www.hges.tnc.edu.tw/                |
| 28  | 篤加國小   | 市立 | [724]臺南市七股區篤加里120號            | https://web.archive.org/web/20120725215039/http://www.dj4es.tnc.edu.tw/               |
| 29  | 大文國小   | 市立 | [724]臺南市七股區大寮里36之2號          | https://web.archive.org/web/20140222233028/http://163.26.101.129/                     |
| 30  | 光復實小   | 市立 | [724]臺南市七股區鹽埕里1號              | https://web.archive.org/web/20140222213726/http://163.26.181.1/                       |
| 31  | 龍山國小   | 市立 | [724]臺南市七股區龍山12號               | http://www.lses.tn.edu.tw/ （页面存档备份，存于）                                     |
| 32  | 竹橋國小   | 市立 | [724]臺南市七股區竹橋里130號            | http://www.jces.tn.edu.tw/ （页面存档备份，存于）                                     |
| 33  | 樹林國小   | 市立 | [724]臺南市七股區樹林里65之11號         | https://web.archive.org/web/20121008234151/http://www.sl1es.tnc.edu.tw/               |
| 34  | 三股國小   | 市立 | [724]臺南市七股區三股里100號            | https://web.archive.org/web/20140222031807/http://163.26.139.1/                       |
| 35  | 建功國小   | 市立 | [724]臺南市七股區十份里74之1號          | http://www.jgps.tn.edu.tw （页面存档备份，存于）                                      |
| 36  | 漚汪國小   | 市立 | [725]臺南市將軍區長榮里4號              | http://www.owes.tn.edu.tw/ （页面存档备份，存于）                                     |
| 37  | 苓和國小   | 市立 | [725]臺南市將軍區苓和里132號            | http://www.lhes.tn.edu.tw/ （页面存档备份，存于）                                     |
| 38  | 將軍國小   | 市立 | [725]臺南市將軍區將貴里58號             | http://www.jjes.tn.edu.tw/ （页面存档备份，存于）                                     |
| 39  | 長平國小   | 市立 | [725]臺南市將軍區長沙里132之2號         | http://cpes.tn.edu.tw/ （页面存档备份，存于）                                         |
| 40  | 鯤鯓國小   | 市立 | [725]臺南市將軍區鯤溟里6號              | http://163.26.100.250/ （页面存档备份，存于）                                         |
| 41  | 學甲國小   | 市立 | [726]臺南市學甲區秀昌里一秀30號         | https://web.archive.org/web/20141208153812/http://163.26.161.1/xoops/html/            |
| 42  | 東陽國小   | 市立 | [726]臺南市學甲區華宗路260號            |                                                                                       |
| 43  | 中洲國小   | 市立 | [726]臺南市學甲區光華里645號            |                                                                                       |
| 44  | 宅港國小   | 市立 | [726]臺南市學甲區宅港里13號             |                                                                                       |
| 45  | 頂洲國小   | 市立 | [726]臺南市學甲區三慶里頂洲108號        |                                                                                       |
| 46  | 北門國小   | 市立 | [727]臺南市北門區北門里舊埕3號          |                                                                                       |
| 47  | 文山國小   | 市立 | [727]臺南市北門區中樞里50號             |                                                                                       |
| 48  | 三慈國小   | 市立 | [727]臺南市北門區慈安里381號            |                                                                                       |
| 49  | 蚵寮國小   | 市立 | [727]臺南市北門區鯤江里791號            |                                                                                       |
| 50  | 錦湖國小   | 市立 | [727]臺南市北門區錦湖里75號             |                                                                                       |
| 51  | 雙春國小   | 市立 | [727]臺南市北門區雙春里35-2號           |                                                                                       |
| 52  | 新營國小   | 市立 | [730]臺南市新營區中正路4號              |                                                                                       |
| 53  | 新進國小   | 市立 | [730]臺南市新營區中正路41號             |                                                                                       |
| 54  | 新民國小   | 市立 | [730]臺南市新營區公園路一段136號        |                                                                                       |
| 55  | 新興國小   | 市立 | [730]臺南市新營區太南里316號            |                                                                                       |
| 56  | 新橋國小   | 市立 | [730]臺南市新營區鐵線里1號              |                                                                                       |
| 57  | 新生國小   | 市立 | [730]臺南市新營區姑爺里6鄰52號          |                                                                                       |
| 58  | 新泰國小   | 市立 | [730]臺南市新營區新東里15鄰東學路77號   |                                                                                       |
| 59  | 公誠國小   | 市立 | [730]臺南市新營區興業里4鄰公誠街5號     |                                                                                       |
| 60  | 南梓實小   | 市立 | [730]臺南市新營區南紙里22鄰建業路191號  |                                                                                       |
| 61  | 土庫國小   | 市立 | [730]臺南市新營區土庫里71-1號           |                                                                                       |
| 62  | 下營國小   | 市立 | [735]臺南市下營區中山路二段72號         | http://www.sy1es.tn.edu.tw/%5B%5D                                                     |
| 63  | 東興國小   | 市立 | [735]臺南市下營區東興一街112號          | http://www.thes.tn.edu.tw/ （页面存档备份，存于）                                     |
| 64  | 中營國小   | 市立 | [735]臺南市下營區開化里270號            | https://web.archive.org/web/20121215022418/http://www.jyes.tnc.edu.tw/                |
| 65  | 甲中國小   | 市立 | [735]臺南市下營區甲中里71號             | https://web.archive.org/web/20111227110346/http://www.jj1es.tnc.edu.tw/               |
| 66  | 賀建國小   | 市立 | [735]臺南市下營區賀建里麻豆寮49號       | https://web.archive.org/web/20101017063701/http://www.hjes.tnc.edu.tw/                |
| 67  | 柳營國小   | 市立 | [736]臺南市柳營區柳營路一段755號        | http://www.lyes.tn.edu.tw/ （页面存档备份，存于）                                     |
| 68  | 太康國小   | 市立 | [736]臺南市柳營區太康里1鄰4-1號         |                                                                                       |
| 69  | 重溪國小   | 市立 | [736]臺南市柳營區義士路二段2號          |                                                                                       |
| 70  | 新山國小   | 市立 | [736]臺南市柳營區旭山里4鄰新吉庄28號之1 | http://www.ssaes.tn.edu.tw/ （页面存档备份，存于）                                    |
| 71  | 果毅國小   | 市立 | [736]臺南市柳營區果毅里6鄰61號          |                                                                                       |
| 72  | 鹽水國小   | 市立 | [737]臺南市鹽水區朝琴路137號            |                                                                                       |
| 73  | 月津國小   | 市立 | [737]臺南市鹽水區月津路16號             |                                                                                       |
| 74  | 岸內國小   | 市立 | [737]臺南市鹽水區岸內里新岸內96號       |                                                                                       |
| 75  | 文昌國小   | 市立 | [737]臺南市鹽水區後寮10之3號            |                                                                                       |
| 76  | 仁光國小   | 市立 | [737]臺南市鹽水區舊營里117號            |                                                                                       |
| 77  | 歡雅國小   | 市立 | [737]臺南市鹽水區歡雅里2鄰31號          |                                                                                       |
| 78  | 竹埔國小   | 市立 | [737]臺南市鹽水區竹埔里5鄰92-1號        |                                                                                       |
| 79  | 坔頭港國小 | 市立 | [737]臺南市鹽水區南港里9鄰202號         |                                                                                       |
| 80  | 後壁國小   | 市立 | [731]臺南市後壁區後壁里10鄰195號        |                                                                                       |
| 81  | 永安國小   | 市立 | [731]臺南市後壁區嘉田里0鄰48-5號        |                                                                                       |
| 82  | 菁寮國小   | 市立 | [731]臺南市後壁區頂長里1鄰8-3號         |                                                                                       |
| 83  | 新嘉國小   | 市立 | [731]臺南市後壁區新嘉里19鄰210-2號      |                                                                                       |
| 84  | 新東國小   | 市立 | [731]臺南市後壁區仕安里10鄰81號         |                                                                                       |
| 85  | 安溪國小   | 市立 | [731]臺南市後壁區長安里2鄰５號          |                                                                                       |
| 86  | 樹人國小   | 市立 | [731]臺南市後壁區烏樹里11鄰145號        |                                                                                       |
| 87  | 白河國小   | 市立 | [732]臺南市白河區永安里三民路 448 號    | http://www.bhes.tn.edu.tw/ （页面存档备份，存于）                                     |
| 88  | 大竹國小   | 市立 | [732]臺南市白河區大竹里1鄰3號           |                                                                                       |
| 89  | 玉豐國小   | 市立 | [732]臺南市白河區玉豐里10鄰85號         |                                                                                       |
| 90  | 內角國小   | 市立 | [732]臺南市白河區內角里12鄰1號          |                                                                                       |
| 91  | 竹門國小   | 市立 | [732]臺南市白河區竹門里10鄰113號        |                                                                                       |
| 92  | 河東國小   | 市立 | [732]臺南市白河區河東里6鄰83-1號        |                                                                                       |
| 93  | 仙草實小   | 市立 | [732]臺南市白河區仙草里5鄰22號          |                                                                                       |
| 94  | 東山國小   | 市立 | [733]臺南市東山區青葉路二段49號         | http://www.doses.tn.edu.tw/ （页面存档备份，存于）                                    |
| 95  | 聖賢國小   | 市立 | [733]臺南市東山區聖賢里1鄰田尾29號      |                                                                                       |
| 96  | 吉貝耍國小 | 市立 | [733]臺南市東山區東河里2鄰15號          |                                                                                       |
| 97  | 東原國小   | 市立 | [733]臺南市東山區東原里0鄰瓦厝70號      |                                                                                       |
| 98  | 青山國小   | 市立 | [733]臺南市東山區青山里1鄰16號          |                                                                                       |
| 99  | 六甲國小   | 市立 | [734]臺南市六甲區六甲里10鄰中正路319號  |                                                                                       |
| 100 | 林鳳國小   | 市立 | [734]臺南市六甲區中社里林鳳營240號      |                                                                                       |
| 101 | 大內國小   | 市立 | [742]臺南市大內區大內里1鄰63號          |                                                                                       |
| 102 | 二溪國小   | 市立 | [742]臺南市大內區二溪里3鄰154號         |                                                                                       |

### 溪南地區
| #  | 學校名稱       | 屬性 | 學校地址                                | 網址                                                                     |
| 1  | 南科實中小學部 | 國立 | [744]臺南市新市區三舍村大順6路12巷6號   | http://www.nnkieh.tn.edu.tw/ （页面存档备份，存于）                      |
| 2  | 永康國小       | 市立 | [710]臺南市永康區中山南路637號          | http://www.ykes.tn.edu.tw/ （页面存档备份，存于）                        |
| 3  | 崑山國小       | 市立 | [710]臺南市永康區國光五街72號           | https://web.archive.org/web/20121106102551/http://www.ks1es.tnc.edu.tw/  |
| 4  | 西勢國小       | 市立 | [710]臺南市永康區富強路1段278號         | https://web.archive.org/web/20110830162141/http://www.ss3es.tnc.edu.tw/  |
| 5  | 五王國小       | 市立 | [710]臺南市永康區中華二路150號          | http://www.wwes.tn.edu.tw/ （页面存档备份，存于）                        |
| 6  | 永信國小       | 市立 | [710]臺南市永康區復華七街166號          | https://web.archive.org/web/20121106095432/http://www.ys3es.tnc.edu.tw/  |
| 7  | 勝利國小       | 市立 | [710]臺南市永康區勝學路111號            | https://web.archive.org/web/20101210062958/http://163.26.206.3/          |
| 8  | 大橋國小       | 市立 | [710]臺南市永康區大橋三街173號          | http://www.dcps.tn.edu.tw/ （页面存档备份，存于）                        |
| 9  | 大灣國小       | 市立 | [710]臺南市永康區大灣路283號            | https://web.archive.org/web/20120107052033/http://dw2es.tnc.edu.tw/      |
| 10 | 三村國小       | 市立 | [710]臺南市永康區鹽行路2號              | https://web.archive.org/web/20140506201314/http://www.st1es.tnc.edu.tw/  |
| 11 | 龍潭國小       | 市立 | [710]臺南市永康區龍潭街214號            | https://web.archive.org/web/20110830151516/http://www.lt2es.tnc.edu.tw/  |
| 12 | 復興國小       | 市立 | [710]臺南市永康區華興街2號              | https://web.archive.org/web/20121227091750/http://www.fses.tnc.edu.tw/   |
| 13 | 歸仁國小       | 市立 | [711]臺南市歸仁區文化街1段100號         | https://web.archive.org/web/20110829061658/http://www.gr2es.tnc.edu.tw/  |
| 14 | 大潭國小       | 市立 | [711]臺南市歸仁區大潭里中正南路3段97號    | https://web.archive.org/web/20110712044011/http://www.dt3es.tnc.edu.tw/  |
| 15 | 文化國小       | 市立 | [711]臺南市歸仁區文化街2段136號         | https://web.archive.org/web/20100209215721/http://www.wh1es.tnc.edu.tw/  |
| 16 | 保西國小       | 市立 | [711]臺南市歸仁區中正北路3段60號        | https://web.archive.org/web/20110830170141/http://www.bs1es.tnc.edu.tw/  |
| 17 | 歸南國小       | 市立 | [711]臺南市歸仁區民權南路171號          | https://web.archive.org/web/20111103235219/http://www.gnes.tnc.edu.tw/   |
| 18 | 紅瓦厝國小     | 市立 | [711]臺南市歸仁區信義南路100號          | https://web.archive.org/web/20110830160134/http://www.hwces.tnc.edu.tw/  |
| 19 | 新化國小       | 市立 | [712]臺南市新化區中山路173號            | https://web.archive.org/web/20110830121830/http://www.sh2es.tnc.edu.tw/  |
| 20 | 大新國小       | 市立 | [712]臺南市新化區太平街176號            | https://web.archive.org/web/20110830150900/http://www.ds3es.tnc.edu.tw/  |
| 21 | 那拔國小       | 市立 | [712]臺南市新化區那拔里54號             | https://web.archive.org/web/20100313172740/http://www.nbes.tnc.edu.tw/   |
| 22 | 口埤實小       | 市立 | [712]臺南市新化區知義里口埤88號         | https://web.archive.org/web/20110519131459/http://kb2es.kbes.tnc.edu.tw/ |
| 23 | 正新國小       | 市立 | [712]臺南市新化區正新路97號             | https://web.archive.org/web/20110830151625/http://www.js1es.tnc.edu.tw/  |
| 24 | 左鎮國小       | 市立 | [713]臺南市左鎮區中正里7號              | https://web.archive.org/web/20090427135008/http://www.tjes.tnc.edu.tw/   |
| 25 | 光榮實小       | 市立 | [713]臺南市左鎮區榮和里61-1號           | https://web.archive.org/web/20110517181043/http://www.gr1es.tnc.edu.tw/  |
| 26 | 玉井國小       | 市立 | [714]臺南市玉井區中正路1號              | https://web.archive.org/web/20070517035230/http://www.yj1es.tnc.edu.tw/  |
| 27 | 層林國小       | 市立 | [714]臺南市玉井區層林里115號            | https://web.archive.org/web/20070405155728/http://www.tl1es.tnc.edu.tw/  |
| 28 | 楠西國小       | 市立 | [715]臺南市楠西區四維路69號             | https://web.archive.org/web/20110830154734/http://www1.ns2es.tnc.edu.tw/ |
| 29 | 南化國小       | 市立 | [716]臺南市南化區南化里17號             | https://web.archive.org/web/20071103065150/http://www.nhes.tnc.edu.tw/   |
| 30 | 北寮國小       | 市立 | [716]臺南市南化區北寮里110-27號         | https://web.archive.org/web/20070405203617/http://www.bles.tnc.edu.tw/   |
| 31 | 西埔國小       | 市立 | [716]臺南市南化區西埔里117號            | https://web.archive.org/web/20070625153305/http://www.spes.tnc.edu.tw/   |
| 32 | 玉山國小       | 市立 | [716]臺南市南化區玉山48-1號             | https://web.archive.org/web/20070405203204/http://www.ys2es.tnc.edu.tw/  |
| 33 | 瑞峰國小       | 市立 | [716]臺南市南化區關山96號               | https://web.archive.org/web/20070405131136/http://www.rfes.tnc.edu.tw/   |
| 34 | 仁德國小       | 市立 | [717]臺南市仁德區中正路2段806號         | https://web.archive.org/web/20070426061646/http://www.rdes.tnc.edu.tw/   |
| 35 | 大甲國小       | 市立 | [717]臺南市仁德區中正西路360巷30號      | https://web.archive.org/web/20070405023441/http://www.dj1es.tnc.edu.tw/  |
| 36 | 文賢國小       | 市立 | [717]臺南市仁德區文賢路1段886號         | https://web.archive.org/web/20070524065705/http://www.ws2es.tnc.edu.tw/  |
| 37 | 仁和國小       | 市立 | [717]臺南市仁德區仁愛里453號            | https://web.archive.org/web/20070525094103/http://www.rhes.tnc.edu.tw/   |
| 38 | 依仁國小       | 市立 | [717]臺南市仁德區中洲里港墘3號          | https://web.archive.org/web/20070405203932/http://www.yres.tnc.edu.tw/   |
| 39 | 長興國小       | 市立 | [717]臺南市仁德區土庫路6號              | https://web.archive.org/web/20070426094544/http://www.cs1es.tnc.edu.tw/  |
| 40 | 虎山實小       | 市立 | [717]臺南市仁德區成功里虎山一街100號    | http://www.hsps.tn.edu.tw/ （页面存档备份，存于）                        |
| 41 | 德南國小       | 市立 | [717]臺南市仁德區後壁里中正路2段209號   | https://web.archive.org/web/20100920062210/http://www.dn2es.tnc.edu.tw/  |
| 42 | 關廟國小       | 市立 | [718]臺南市關廟區文衡路121號            | https://web.archive.org/web/20110830225026/http://www.gmes.tnc.edu.tw/   |
| 43 | 新光國小       | 市立 | [718]臺南市關廟區新光街76號             | https://web.archive.org/web/20100829084939/http://www.sg3es.tnc.edu.tw/  |
| 44 | 五甲國小       | 市立 | [718]臺南市關廟區和平路246號            | https://web.archive.org/web/20110830152856/http://www.wj1es.tnc.edu.tw/  |
| 45 | 文和實小       | 市立 | [718]臺南市關廟區布袋長文街37號         | https://web.archive.org/web/20100829082816/http://www.wh2es.tnc.edu.tw/  |
| 46 | 保東國小       | 市立 | [718]臺南市關廟區關新路1段776號         | https://web.archive.org/web/20110830121715/http://www.bdes.tnc.edu.tw/   |
| 47 | 深坑國小       | 市立 | [718]臺南市關廟區南雄路1段487號         | https://web.archive.org/web/20110830170300/http://www.skes.tnc.edu.tw/   |
| 48 | 崇和國小       | 市立 | [718]臺南市關廟區南雄南路568號          | https://web.archive.org/web/20050311081321/http://dns.ches.tnc.edu.tw/   |
| 49 | 龍崎國小       | 市立 | [719]臺南市龍崎區崎頂里新市子41號       | https://web.archive.org/web/20100926102618/http://www.lces.tnc.edu.tw/   |
| 50 | 善化國小       | 市立 | [741]臺南市善化區文正里1鄰進學路63號    | http://www.shes.tn.edu.tw （页面存档备份，存于）                         |
| 51 | 茄拔國小       | 市立 | [741]臺南市善化區嘉北里12鄰280號        | https://web.archive.org/web/20130107014621/http://www.cbes.tnc.edu.tw/   |
| 52 | 大同國小       | 市立 | [741]臺南市善化區六德里1鄰200-1號       | https://web.archive.org/web/20071213052845/http://www.dt2es.tnc.edu.tw/  |
| 53 | 大成國小       | 市立 | [741]臺南市善化區坐駕里8鄰大成路385號   | http://www.dces.tn.edu.tw （页面存档备份，存于）                         |
| 54 | 陽明國小       | 市立 | [741]臺南市善化區胡家里4鄰300號         | https://web.archive.org/web/20140827022430/http://www.ymes.tnc.edu.tw/   |
| 55 | 善糖國小       | 市立 | [741]臺南市善化區溪美里23鄰245號        | http://www.staes.tn.edu.tw （页面存档备份，存于）                        |
| 56 | 小新國小       | 市立 | [741]臺南市善化區小新里11鄰小新里97-3號 | http://www.ssees.tn.edu.tw （页面存档备份，存于）                        |
| 57 | 山上國小       | 市立 | [743]臺南市山上區南洲里0鄰42號          | http://www.sases.tn.edu.tw （页面存档备份，存于）                        |
| 58 | 新市國小       | 市立 | [744]臺南市新市區新市里1鄰中興街1號     | http://www.sinses.tn.edu.tw （页面存档备份，存于）                       |
| 59 | 大社國小       | 市立 | [744]臺南市新市區大社里1鄰39號          | https://web.archive.org/web/20110830174854/http://www.ds2es.tnc.edu.tw/  |
| 60 | 安定國小       | 市立 | [745]臺南市安定區安定里1鄰1號           | http://www.adps.tn.edu.tw （页面存档备份，存于）                         |
| 61 | 南安國小       | 市立 | [745]臺南市安定區南安里5鄰62號          | http://www.naes.tn.edu.tw （页面存档备份，存于）                         |
| 62 | 南興國小       | 市立 | [745]臺南市安定區六嘉里6鄰30號          | https://web.archive.org/web/20150423124829/http://www.ns1es.tnc.edu.tw/  |

## 國際學校
- 今日開元公園處曾為臺南美國學校所在地，供駐臺美軍子弟就讀，美軍撤離後廢校。

## 社教機構
- 國立臺南生活美學館
- 臺南文化中心
- 新營文化中心
- 歸仁文化中心
- 新化演藝廳
- 台江文化中心